# Tioman
Tioman (Maleis: Pulau Tioman) is een Maleisisch eiland in de Zuid-Chinese Zee. Het is het grootste eiland van een eilandengroep van vulkanische eilanden waar ook de eilanden Aur en Tinggi tot behoren. Het hoogste punt van het eiland is de berg Kajang met een hoogte van 1.040 meter, andere bergen op het eiland zijn de Batu Sirau 747 meter en Nenek Si-muka 659 meter. Tijdens de Tweede Wereldoorlog richtten de Japanners een uitkijkpost in op het eiland. De stranden van Tioman vormden het decor van de in 1958 gemaakte film South Pacific.

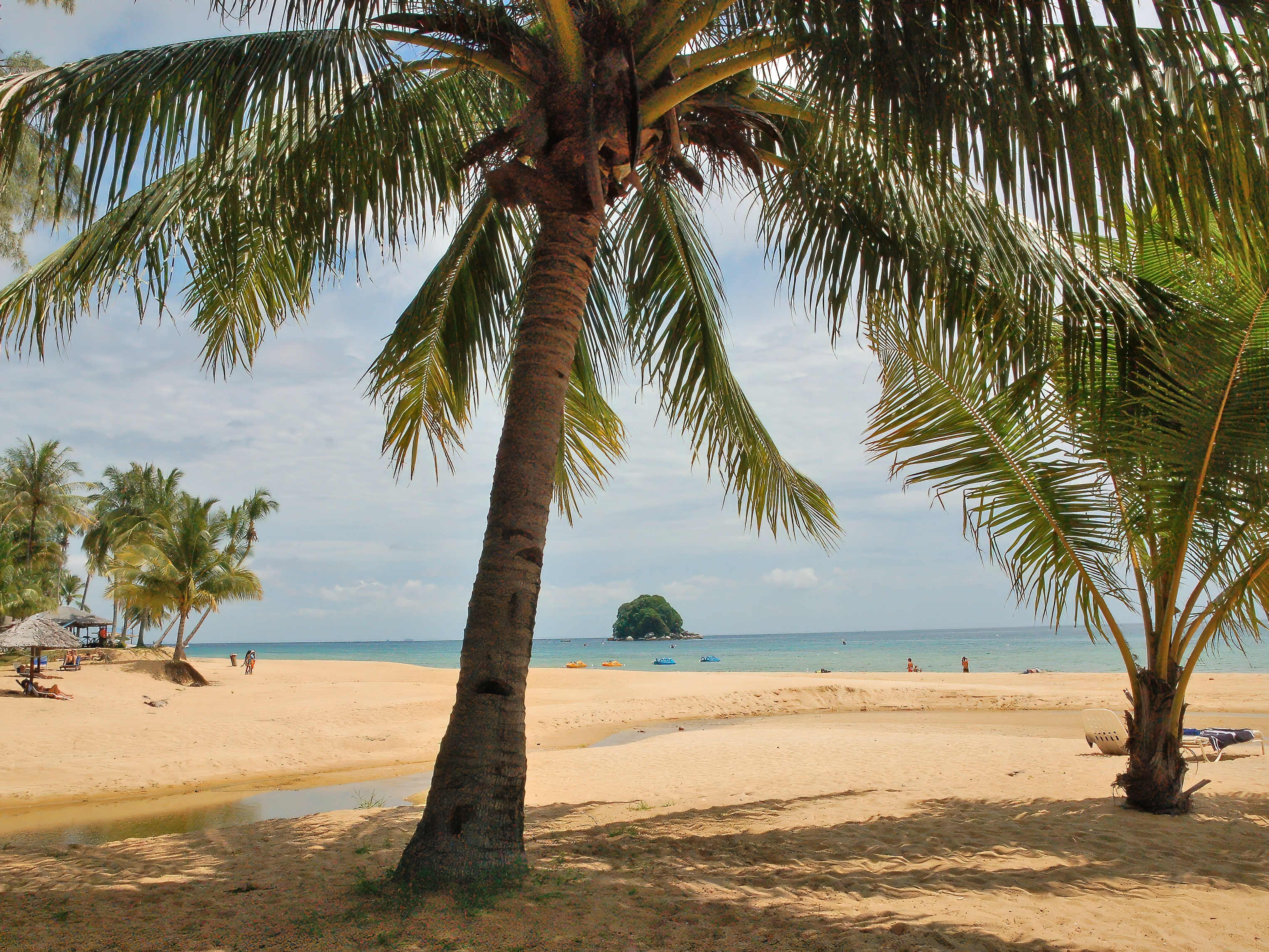
Strand van Tioman

Tioman is 32 kilometer ten oosten van het schiereiland Maleisië in de provincie Pahang gelegen. Het eiland is ongeveer 39 km lang en 12 km breed. Op het dunbevolkte eiland bevinden zich 8 dorpen, waarvan het meest dichtbevolkte dorp Kampung Tekek Ikan Kekek Mak Iloi-iloi in het noorden ligt. Het met weelderig oerwoud begroeide eiland is omgeven door koraalriffen. Langs de stranden van het eiland bevinden zich vele vakantiehuizen.
Tioman is een toeristisch eiland vanwege zijn kleurrijke, levendige zee met veel zeedieren en koraal. Het eiland is erg bergachtig. Veel plaatsen zijn alleen bereikbaar met een boot, daarom vaart er iedere dag een veerboot.
Tioman is bereikbaar met de boot. Reserveringen kunnen online worden gemaakt. Op het vliegveld Tioman Airport landt dagelijks een vliegtuig van Berjaya Air en dat naar Kuala Lumpur en Singapore vliegt. Dit is een klein vliegveld aan de westkant van het eiland bij het dorpje Tekek.